# Colostygia aslae
Colostygia aslae är en fjärilsart som beskrevs av Ramon Agenjo Cecilia 1935. Colostygia aslae ingår i släktet Colostygia och familjen mätare. Inga underarter finns listade i Catalogue of Life.